# Ivan Koulitchenko
 (novembre 2018).
Ivan Ivanovitch Koulitchenko est l'ancien maire de la ville de Dnipropetrovsk en Ukraine du 27 avril 1999 au 21 novembre 2014, après en avoir été le 1er adjoint depuis mars 1994.